# فرانك جونسون (فنان)
فرانك جونسون (بالإنجليزية: Frank Tenney Johnson)‏ (و. 1874 – 1939 م) هو فنان أمريكي، ولد في مقاطعة بوتاواتامي، توفي في باسادينا، كاليفورنيا، عن عمر يناهز 65 عاماً، بسبب التهاب السحايا.

## التعليم
تعلم في جامعة ويسكونسن–ملواكي
.